# Ciriaco Sforza
Pour les articles homonymes, voir Famille Sforza.
Ciriaco Sforza, né le 2 mars 1970 à Wohlen, est un joueur et entraîneur de football suisse.
Milieu de terrain, Sforza a marqué 6 buts lors de ses 79 sélections avec l'équipe de Suisse entre 1991 et 2001.

## Biographie
Après avoir commencé sa carrière dans sa ville natale, il débute en Ligue nationale A à Grasshopper en 1986, avant d’être échangé au FC Aarau contre Thomas Wyss en décembre 1988. En début d’année 1990, il obtient sa naturalisation, qui lui permet d’être appelé pour la première fois en équipe de Suisse des espoirs en mars 1990. Il doit cependant attendre le mois de mai de cette année-là pour recevoir son passeport et pouvoir évoluer pour la première fois sous le maillot helvétique. En juin, il retourne à Grasshopper contre une somme estimée à 800 000 francs suisses. Il y joue pendant trois saisons, gagnant au passage un titre de champion, avant de migrer en Allemagne vers Kaiserslautern.
Sforza devient le capitaine et le pilier de Kaiserslautern au milieu du terrain et est unanimement reconnu comme l'un des meilleurs milieux de Bundesliga[réf. nécessaire]. Après deux saisons, il rejoint le Bayern Munich, mais ne parvient pas à s'adapter à l’environnement du club et signe à l'été 1996 à l'Inter Milan, entraîné par l'ex-sélectionneur de l'équipe de Suisse, Roy Hodgson.
Mais le Suisse n'est pas très performant et se retrouve souvent sur le banc. Après seulement une saison à Milan, il est de nouveau transféré et revient à Kaiserslautern pour la saison 1997-1998. Il retrouve son plus haut niveau et malgré son statut de promu, Kaiserslautern décroche le titre de champion d'Allemagne. En 2000, il décide de tenter une nouvelle fois sa chance du côté du Bayern Munich (ou il remporte la Ligue des Champions lors de la saison 2000-01 face à Valence), sans plus de succès que lors de son premier passage et retourne, en 2002, à Kaiserslautern. À cause de ses blessures, il ne peut pas aider son club à échapper à la relégation en 2006 et prend sa retraite cette année-là.
Après sa carrière de joueur, Sforza entame une carrière d’entraîneur, d'abord au FC Lucerne jusqu'en 2008, puis entre 2009 et 2012 à Grasshopper. Sans club pendant environ deux ans, il retrouve de l’embauche à Wohlen, d’abord comme chef d’équipe, puis comme entraîneur. Il quitte le club à la fin de la saison 2014-2015 et s’engage avec le FC Thoune, qui met, d’un commun accord avec lui, un terme à leur collaboration le 30 septembre de la même année.

## Palmarès joueur

### En club
- Vainqueur de la Coupe Intercontinentale en 2001 avec le Bayern Munich
- Vainqueur de la Ligue des Champions en 2001 avec le Bayern Munich
- Vainqueur de la Coupe de l'UEFA en 1996 avec le Bayern Munich
- Champion de Suisse en 1991 avec Grasshopper
- Champion d'Allemagne en 1998 avec Kaiserslautern et en 2001 avec le Bayern Munich
- Vainqueur de la Coupe de Suisse en 1988 (de) avec Grasshopper
- Vainqueur de la Coupe de la Ligue d'Allemagne en 2000 (en) avec le Bayern Munich
- Finaliste de la Coupe de l'UEFA en 1997 avec l'Inter Milan
- Finaliste de la Coupe des Alpes en 1987 avec Grasshopper

### EnÉquipe de Suisse
- 79 sélections et 6 buts entre 1991 et 2001
- Participation à la Coupe du Monde en 1994 (1/8 de finaliste)
- Participation au Championnat d'Europe des Nations en 1996 (premier tour)